# Christina Björklund
För författaren med samma namn, se Kristina Björklund (1941–2011)
Maria Christina Björklund, ogift Hallander, född 24 juli 1964 i Skövde församling i dåvarande Skaraborgs län, är en svensk företagsledare.
Christina Björklund var 1998–2004 verksam vid Kontakta Produktion i Hjo, som hon också var delägare i, därefter projektledare/koordinator vid kulturorganisationen Tillt/Skådebanan Västra Götaland i Göteborg 2004–2006, hotellchef för Hotel Bellevue i Hjo 2006–2008 varpå hon återvände till Tillt/Skådebanan Västra Götaland där hon var marknadschef 2008–2010. Hon har varit verksam inom Herenco-koncernen, först vid Västgöta Tidningar AB där hon var marknadschef 2010–2011 och VD 2010–2013 sedan vid koncernens mediehus Hallpressen med säte i Jönköping, för vilket hon var VD 2013 till 2016. Björklund är VD för Göteborgsoperan sedan 2017.
I april 2024 tillträdde hon som ordförande i styrelsen för Sveriges Television, SVT.

## Utmärkelser
- H.M. Konungens medalj av guld i 8:e storleken i Serafimerordens band[9] (2025)